# Отношения Мексики и Республики Конго
Отношения Республики Конго и Мексиканских Соединённых Штатов — двусторонние дипломатические отношения между Республикой Конго и Мексиканскими Соединёнными Штатами. Оба государства являются членами Организации Объединённых Наций.

## История
Республика Конго и Мексика установили дипломатические отношения 31 июля 1975 года. Связи между Республикой Конго и Мексиканскими Соединёнными Штатами развивались в основном в рамках многосторонних форумов. Мексиканские Соединенные Штаты и Республика Конго не имеют подписанных двусторонних соглашений.
В ноябре 2010 г. президент Республики Конго Дени Сассу-Нгессо посетил Мексику для участия в Конференции Организации Объединенных Наций по изменению климата 2010 г. в Канкуне, Мексика.
В мае 2013 года заместитель министра внешней торговли Министерства экономики доктор Франсиско де Розенцвейг и посол Мексики в Эфиопии Хуан Альфредо Миранда Ортис; посетил Республику Конго с целью продвижения кандидатуры доктора Эрминио Бланко на пост Генерального директората ВТО.
Что касается сотрудничества в области образования, Мексика ежегодно предлагает через Министерство иностранных дел (SRE) стипендию для граждан Республики Конго для обучения в аспирантуре в высших учебных заведениях Мексики . 15 и 16 апреля 2014 г., в рамках I встречи высокого уровня Глобального альянса за эффективное сотрудничество в целях развития, Мексику посетил президент Руководящего комитета Национального кадастрового фонда Конго Жан-Кристоф Окандза.

## Торговля
В 2017 году торговый обмен между Мексикой и Республикой Конго составил 4,1 миллионов долларов. Экспорт из Мексики в Республику Конго в том же году составил 3,8 миллиона долларов США. Мексика импортировала из Республики Конго продукции на сумму 0,3 млн долларов США. Основными экспортными товарами из Мексики в Республику Конго являются карты с электронной интегральной схемой или «смарт-карты» и центробежные насосы для перекачивания нефти и ее производных, упаковки. Основные импортные товары, которые Республика Конго Конго посылает в Мексику древесину ироко (дерево); другие породы дерева, такие как керуинг, рамин, капур, тик, джонгконг, мербау, джелутонг; сапеле; анаэробные клеи и отполированные вручную точильные камни; синтетические или искусственные волокна.
| Год  | Экспорт | Импорт | В общем | Сальдо |
| ---- | ------- | ------ | ------- | ------ |
| 2010 | 3878    | 5036   | 8914    | -1158  |
| 2011 | 3413    | 590    | 4003    | 2823   |
| 2012 | 654     | 470    | 1124    | 184    |
| 2013 | 8688    | 4122   | 12810   | 4566   |
| 2014 | 24954   | 11128  | 36082   | 13826  |
| 2015 | 5158    | 3713   | 8871    | 1445   |
| 2016 | 10181   | 4504   | 14685   | 5677   |
| 2017 | 3844    | 316    | 4160    | 3528   |
| 2018 | 542     | 91     | 633     | 451    |